# Sobieslaw Zasada
Sobieslaw Jan Zasada, né le 27 janvier 1930 à Dąbrowa Górnicza, est un pilote de rallye polonais.

## Biographie
Capable de lancer un javelot à 55 mètres 65 en 1951, il devient diplômé de l'école d'économie de Cracovie en 1952.
Ce pilote a remporté au total 148 courses de rallyes automobiles.
Il a conduit des véhicules des marques Steyr-Puch (3 ans), Porsche (5 ans), BMW (2 ans), et enfin Mercedes-Benz, constructeur pour lequel il devint le délégué général du groupe pour la Pologne de 1990 à 1996.
En 1964, il remporte le Rallye de Tchécoslovaquie (alors encore simplement appelé rallye Vltava, ou Moldau), sur Steyr-Puch 650TR avec Kazimierz Osinski.
En 1964, 1967, 1969 et 1971, il remporte le Rallye de Pologne, sur Steyr-Puch 650TR, puis Porsche 912, Porsche 911S, et enfin BMW 2002 Tii.
En 1967, il remporte le Österreichische Alpenfahrt, avec Jerzy Dobrzansky sur Porsche 911 S, et la toute  première Coupe de la Paix et de l'Amitié sur Porsche 912 avec sa femme Ewa.
En 1971 et 1972, il gagne le Rallye Pneumant (ou rallye d'Allemagne de l'Est), avec Adam Wędrychowski (BMW 2002 Ti), puis Andrzej Komorowski (Porsche 911 S) (déjà second en 1968).
En 1972, il remporte le Rallye Albena - Zlatni Piassatzi - Sliven bulgare, avec Richard Ziskowski sur Porsche 911 S, et termine second du Rallye du Kenya avec Marian Bień (en Coupe Internationale des Marques).
En 1975, il remporte le Rallye Press on Regardless américain, avec Wojciech Schramm pour copilote sur Porsche 911 S.
En 1977, il crée pour un groupe américain la société "Alpha", usine de production de fermetures à glissière à Cracovie.
En 1978, il termine second du Tour d'Amérique du Sud avec son compatriote Andrzej Zembruski sur Mercedes 450 SLC (5.0), derrière Andrew Cowan sur le même type de véhicule (la plus longue course du monde, de 20 000 miles).
Son meilleur résultat en WRC est obtenu en 1978, 6e au Rallye Safari du Kenya, sur Mercedes 280 E, avec son compatriote Błażej Krupa (et 7e avec Jerzy Dobrzański du Rallye Press on Regardless version WRC de 1974, sur sa Porsche 911). En 1973, il termine second de ce même rallye, mais dans le cadre de la Coupe Internationale des Marques (sur Porsche 911 S).
De 1981 à 1986, il est consultant pour le groupe Porsche.
L'année 1993 le voit enfin réaliser ses propres voitures de course, dans ses propres locaux, ainsi que des voiturettes décapotables pour enfants, de type Mercedes-Benz.
Il est l'un des industriels les plus fortunés de son pays au XXIe siècle, construisant notamment des pièces pour camions et d'autobus (société "Jelcz"), et des composants électroniques d'ordinateurs (société "Data HSK").
En 2021, à 91 ans, il devient le plus vieux pilote de rallye en championnat du monde en prenant le départ du Safari rallye.

## Palmarès
- Champion d'Europe des rallyes en 1971, sur BMW 2002 TI;
- Champion d'Europe des rallyes Groupe 1 en 1967, sur Porsche 911 S et Porsche 912;
- Champion d'Europe des rallyes Groupe 2 en 1966, sur BMC Mini Cooper S et Steyr-Puch 650 TR;
- Vice-champion d'Europe des rallyes en 1968, 1969 et 1972;
- Champion de Pologne des rallyes: à 11 reprises, dont 3 en toutes catégories, en 1967 (sur Lancia Fulvia 1.3 Coupé HF et Porsche 912), 1968 (sur Porsche 911), et 1973 (sur Porsche Carrera RS).

## Distinctions
- Sportif polonais de l'année: 1967;
- Ordre Polonia Restituta :
  - Croix de Chevalier (5e classe);
  - Croix d'Officier (4e classe);
  - Croix de Commandeur avec étoile (2e classe) en 2000;
- Laureat du prix Kisiel en 1996;
- Lauréat du prix Magellan pour son activité professionnelle en 2009.

## Bibliographie

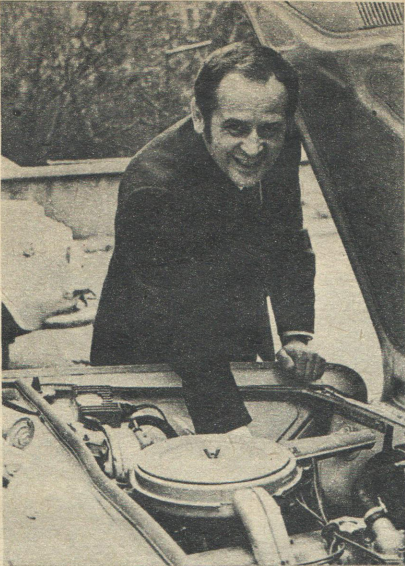
Sobiesław Zasada en 1971.